# ヴォルコナ公国
ヴォルコナ公国（ロシア語: Волконское княжество）は、13 - 15世紀にかけて、現トゥーラ州ドゥブナ地区(ru)に存在していた公国である。首都はヴォルコナ（Волкона）あるいはヴォルコニ（Волконь）と呼ばれ、同地を流れるヴォルホンカ川(ru)にその名を残している。

## 歴史
初代ヴォルコナ公はタルーサ公ユーリー(ru)の4男イヴァン(ru)であり、その治世は1270年頃から1290年頃とみられている。イヴァンの子孫は、ロシアの貴族ヴォルコンスキー家(ru)を成した。
また、ヴォルコンスキー家の系譜によれば、イヴァンの子フョードル(ru)と、その子のコンスタンチンはクリコヴォの戦い（1280年）で死亡しており、イヴァンがヴォルコナに公国を開いたのはその後のこととされている。
1470年頃、ヴォルコナ公国はモスクワ大公国に接収され、消滅した。